# یواس‌اس ال‌اس‌تی-۵۵۴
یواس‌اس ال‌اس‌تی-۵۵۴ (به انگلیسی: USS LST-554) یک کشتی بود که طول آن ۳۲۸ فوت (۱۰۰ متر) بود. این کشتی در سال ۱۹۴۴ ساخته شد.